# Periquito-de-colar
O periquito-de-colar (Psittacula krameri), também conhecido como ring neck e periquito-rabijunco, é uma espécie de psitacídeo amplamente distribuída na Ásia, África e Europa. É a única ave da família dos papagaios e periquitos em liberdade na Europa.
Apresenta a plumagem na maior parte verde. A cauda é longa e afilada. O bico é grande e vermelho, em forma de gancho. O macho tem um anel preto e rosa no pescoço que surge somente as seus dois anos, indicando a sua maturidade sexual.
Existem quatro subespécies:
Subespécies africanas
- Psittacula krameri parvirostris
- Psittacula krameri krameri

Subespécies asiáticas
- Psittacula krameri manillensis
- Psittacula krameri borealis

## Nomes comuns
Dá ainda pelos seguintes nomes comuns: periquito-rabo-de-junco e periquito-rabijunco.

## Características
É uma das aves ornamentais mais conhecidas do mundo, chamando atenção principalmente para suas cores profundas e garridas. Graças ao seu tamanho e comportamento razoavelmente dócil tem vindo a ser domesticado. O periquito-de-colar muitas vezes consegue articular algumas palavras, tendo uma voz muito estridente que o diferencia das outras aves.
O periquito costuma ter uma cor verde muito brilhante e uniforme, as patas são cinzentas e o bico é vermelho na parte superior e preto na parte inferior. Os filhotes tem o bico rosa e pálido na ponta.
Quanto às suas dimensões, a ave possui em média quarenta centímetros de comprimento, sendo considerada de tamanho médio, embora tenha uma envergadura de asas que pode chegar aos cinquenta centímetros de uma ponta a outra.
A característica mais marcante dessa ave é o colar que lhe dá o nome. Trata-se de uma linha preta que lhe demarca o pescoço, um circulo que passa pela base do bico (o seu “queixo”) e pela “nuca” da ave. Este colar só aparece nos machos adultos ao atingir a idade reprodutiva. São pássaros resistentes, chegam a atingir até 30 anos de vida e excelentes reprodutores.

### Diferenças entre as Subespécies Asiáticas e Africanas
Dentro da espécie Psittacula krameri, há quatro subespécies, sendo que duas são africanas e duas são asiáticas. Entre elas há pequenas diferenças.
- O colar das subespécies africanas é notavelmente mais marcante que os das subespécies asiáticas;
- Os bicos das subespécies africanas são pequenos e com a ponta preta.[7][8]

#### Subespécies africanas
- Exemplar de periquito-de-colar Azul.

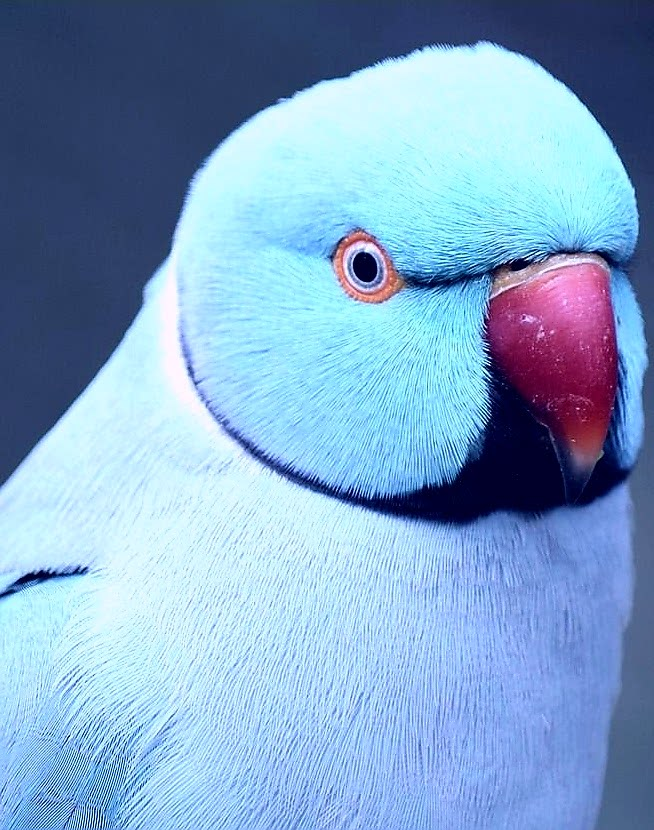
Exemplar de periquito-de-colar Azul.

- Psittacula     krameri parvirostris
- Psittacula     krameri krameri

#### Subespécies asiáticas
- Psittacula     krameri manillensis
- Psittacula     krameri borealis

### Comportamento
Os periquitos-de-colar são aves muito sociáveis e que aceitam bem a presença e aproximação humana. Se foram bem cuidadas, apresentam um comportamento dóceis e podem até conviver com outras espécies, embora seja recomendado que eles vivam em casal.
Eles também gostam muito de roer objetos e para satisfazer essa necessidade pode-se dar-lhes galhos de diferentes árvores.

## Distribuição
Apesar de ter origem no norte da Índia, da África e do sul da China, o periquito-de-colar tem uma distribuição muito ampla, sendo encontrado em muitos lugares do mundo.

### Portugal
Este colorido psitacídeo terá sido introduzido em Portugal por torno dos anos 70 ou 80. Crê-se que os primeiros indivíduos tenham fugido de cativeiro ou mesmo sido libertados de forma deliberada. Presentemente, há povoações, com bastantes espécimes assilvestrados nas grandes áreas metropolitanas de Lisboa e do Porto, sendo certo que também já foram feitos registos da sua presença nas Caldas da Rainha e ainda nos Açores, na ilha de São Miguel.
Em Portugal, estas aves, nos termos da al. j) do art.º 2.º  e do Anexo II do DL n.º 92/2019, que tutela o controlo, detenção, introdução na natureza e o repovoamento de espécies exóticas da fauna, são consideradas uma espécie invasora.

## Cuidados
Estas aves, quando domesticadas, devem permanecer em viveiros ou gaiolas que permitam o movimento, abrir as asas e ter interação com brinquedos ou poleiros. Quando domesticada, pode ser solta em local fechado e interagir com os proprietários. O viveiro ou gaiola deve estar protegido de correntes de ar e frio, sendo importante que a ave possa apanhar sol diariamente.

### Higiene
É necessário manter o ambiente em perfeitas condições. É importante limpar a gaiola regularmente e, uma vez por semana, fazer uma limpeza aprofundada. É também necessário higienizar os bebedouros e potes de comida.

### Alimentação
Uma boa alimentação é fundamental para a saúde de qualquer animal, no caso do periquito-de-colar, recomenda-se uma dieta à base de ração estrusada.
Também pode ser ministrada como complemento (petisco) castanha do Pará ou macadamia (uma a cada dois dias) farinha de milho, alguns legumes como beterraba e cenoura, folhas verde escuras (jamais oferecer alface) e frutas variadas. No caso de recém-nascidos é recomendável dar papinha própria para psitacídeo, no caso de impossibilidade dos próprios pais cuidarem.

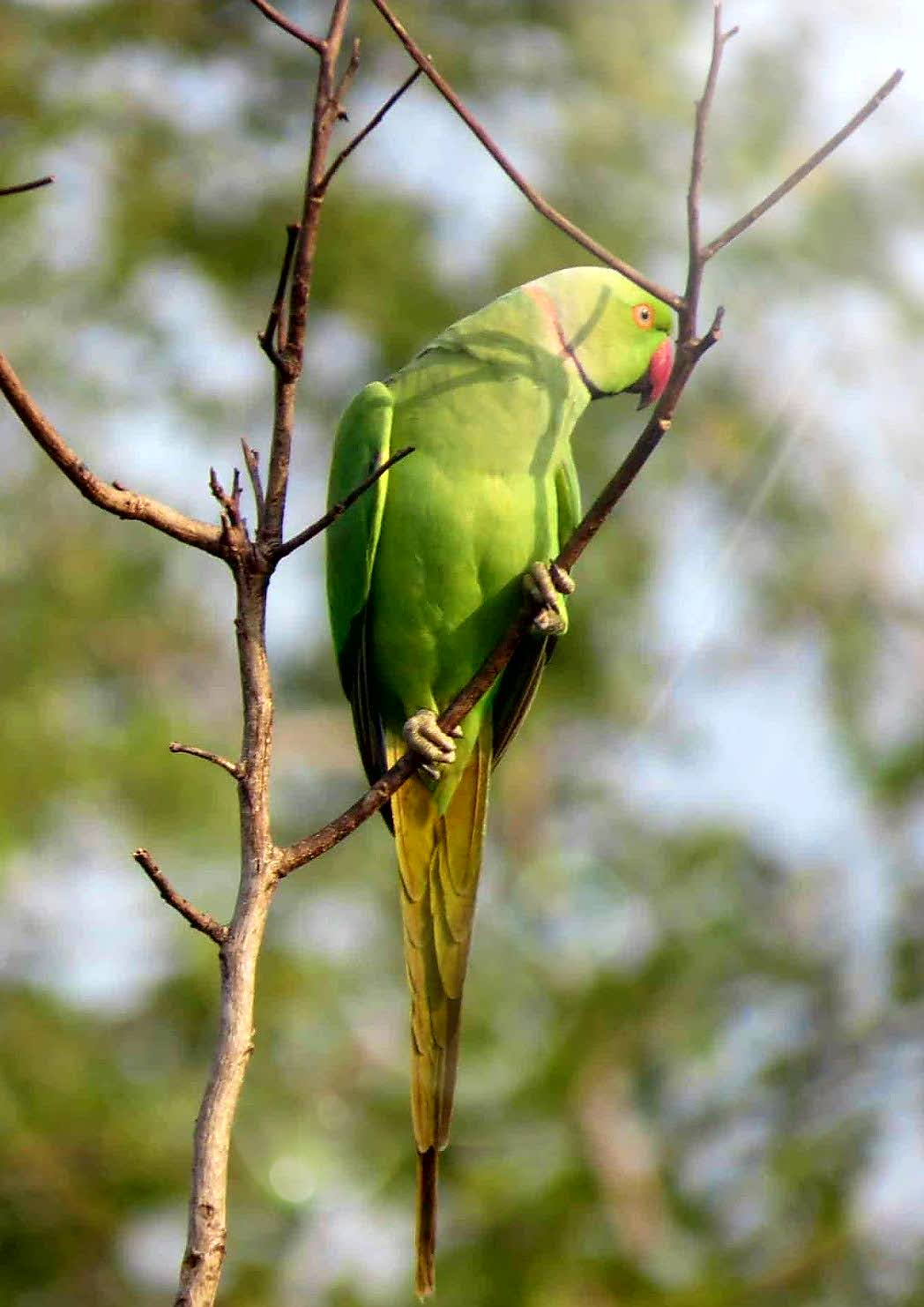
periquito-de-colar são facilmente confundidos com as folhas das arvores devido sua cor verde profunda

Importa ressaltar que, em caso de dúvidas, é recomendável procurar um médico veterinário.

### Temperatura
O periquito-rabijunco prefere climas quentes e secos – provavelmente devido às suas origens – e não se dá muito bem com temperaturas mais baixas e umidade. Por isso é fundamental oferecer abrigos ao animal.

## Reprodução

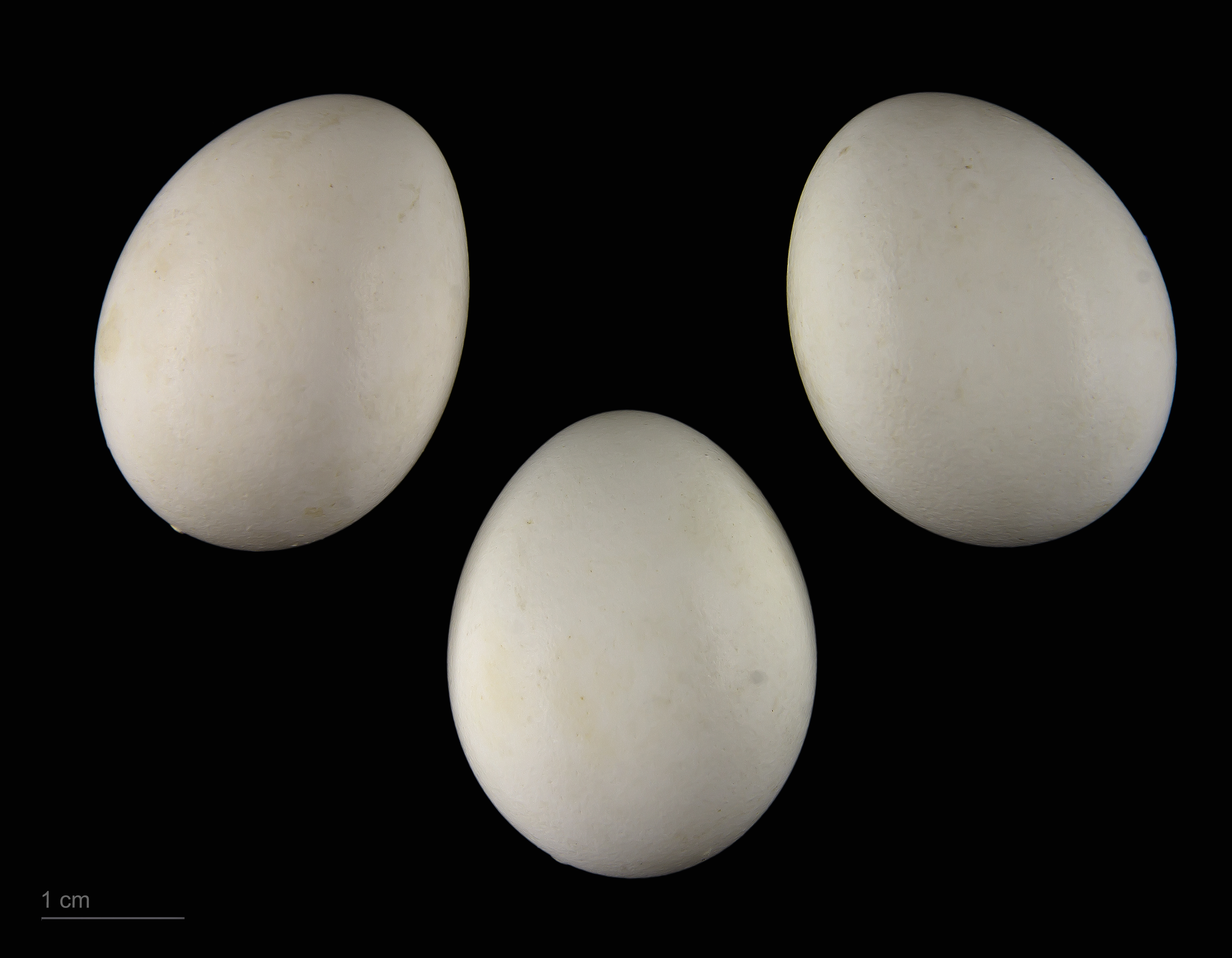
Psittacula krameri - MHNT

O período de reprodução dos periquitos-de-colar acontece entre julho e janeiro. Os machos passam a se exibir para as fêmeas, cantando e dançando, além de passar a alimentá-la com mais frequência.
A fêmea, responde numa atitude de receptividade e aceitação, abaixando-se ou inclinando-se um pouco e produzindo um som semelhante a um “gemido”. Todo este ritual aponta que o casal está realmente acasalado.
periquito-de-colar não forma vínculos vitalícios entre o casal, facilitando a sua criação. Se o acasalamento for feito em um viveiro coletivo, recomenda-se que se tenha a disposição muitos ninhos, mais que o número de casais no viveiro.  Os pássaros escolherão os ninhos que mais lhe agradarão. A fêmea irá botar de 2 a 6 ovos. O tempo de incubação é de 22 a 24 dias e os filhotes começarão a sair do ninho com cerca de seis a sete semanas após o nascimento.
Em geral, ocorre uma postura por ano, com média de quatro filhotes por ninhada. Se os ovos forem retirados do ninho para incubação artificial, é possível haver até três ninhadas.

## Mercado
Exemplares de qualidade e bem cuidados são muito valorizados no comércio de aves, embora o preço dependa principalmente da cor. Lembrando que a criação só pode ser exercida após autorização do Ibama. A solicitação do documento deve ser feita junto às Secretarias de Meio Ambiente de cada Estado onde a atividade será exercida.
Apesar de um casal ser o suficiente para iniciar o manejo, é recomendável contar com, pelo menos, 12 casais para um negócio viável Aos três meses de idade, os filhotes mansos já podem ser vendidos.